# Roding
Roding är en stad i Landkreis Cham i Regierungsbezirk Oberpfalz i förbundslandet Bayern i Tyskland.